# Les Thibault (mini-série, 1972)
Pour les articles homonymes, voir Les Thibault (homonymie).
Les Thibault est un feuilleton télévisé français d'André Michel et Alain Boudet en 6 épisodes de 90 minutes, diffusé pour la première fois de décembre 1972 à janvier 1973 sur la première chaîne de l'ORTF, d'après le cycle romanesque éponyme de Roger Martin du Gard.

## Fiche technique
- Réalisation : André Michel (épisodes 1, 2 et 3) Alain Boudet (épisodes 4, 5 et 6)[1]
- Adaptation et dialogues : Louis Guilloux, d’après l’œuvre de Roger Martin du Gard
- Musique : Henri Sauguet et Dino Castro

## Distribution
- Charles Vanel : Oscar Thibault
- Philippe Rouleau : Antoine Thibault
- François Dunoyer : Jacques Thibault
- Judith Magre : Anne de Battaincourt
- Robert Vattier : Mourlan
- May Chartrette : Mlle de Walze
- Béatrice Romand : Gise
- Annick Fougery : Adrienne
- Jean Obé : Léon
- Françoise Christophe : Thérèse de Fontanin
- Jacques Sereys : Jérôme de Fontanin
- Anne Deleuze : Jenny de Fontanin
- Bruno Garcin : Daniel de Fontanin
- Sarah Brook : Rachel
- Antoine Vitez : l'abbé Vécart
- Julien Verdier : M. Chasle
- Francis Claude : Rumelles
- Pierre Lafont : le docteur
- Florence de Broucker : Dédette
- Marie Schrader : Mme Chade
- Michèle Sand : Rinette
- Dominique Davray : Maman Juju
- Jacques Lélut : Simon de Battaincourt
- Jacqueline Duc : Mme Rose
- Charles Charras : le concierge
- Henri Coutet : l'hôtelier
- Gérard Darmon

## Sources et références
1. ↑  « Les Thibault : 1er épisode » [vidéo], sur ina.fr via Wikiwix (consulté le 21 novembre 2023).